# Gaetano Tavoni
Gaetano Tavoni (Vignola, 6 febbraio 1889 – Roma, 16 marzo 1941) è stato un militare italiano, decorato di medaglia d'oro al valor militare alla memoria nel corso della seconda guerra mondiale.

## Biografia
Nacque a Vignola il 6 febbraio 1889, figlio di Carlo e Silvice Trenti.
Nel 1906 entrò volontario nel 6º Reggimento bersaglieri e, divenuto sergente maggiore, venne ammesso a frequentare i corsi della Regia Accademia Militare di Fanteria e Cavalleria di Modena, da cui uscì nel 1911 con il grado di sottotenente assegnato all'arma di fanteria. Entrato nel 10º Reggimento bersaglieri ciclisti, partecipò sin dal maggio 1915 alla prima guerra mondiale comandante della Sezione mitragliatrici del reggimento distinguendosi sul Podgora, a Plava e sul Sabotino. Promosso capitano nel settembre 1915, rimase ferito in combattimento nel marzo 1916 sul Pal Piccolo, venendo decorato con una medaglia d'argento al valor militare. Ricoverato in ospedale, una volta dimesso, rinunziò al servizio sedentario a cui aveva diritto per raggiungere nel luglio 1916 il reggimento in Albania. Prese parte con la sua compagnia ai combattimenti sul Monte Trubes e Drizar Fratari, distinguendosi come ottimo comandante di truppe e prezioso collaboratore dei comandanti superiori. Promosso maggiore a scelta ebbe varie citazioni all'ordine del giorno del Reggimento. Nel novembre 1917 assunse il comando del Battaglione complementare della Brigata Tanaro quindi venne trasferito al 204º Reggimento fanteria "Tanaro", distinguendosi nell'occupazione di Elbasan, dove dimostrò notevole capacità professionale. Dall'agosto al novembre 1919 fu a disposizione del 137º Reggimento fanteria; rientrato in Patria fu destinato in servizio al 1º Reggimento alpini, e nell'aprile 1921 passò al 9º Reggimento alpini come comandante di battaglione.
Nel 1927 divenne tenente colonnello e assunse il comando della 3ª Brigata alpina. Nel 1932 ritornava in servizio presso il 9º Reggimento. Promosso a colonnello nel 1939, assunse il comando del reggimento stesso e nel mese di aprile partì per l'Albania. Il reggimento, inquadrato nella 3ª Divisione alpina "Julia" partecipò alle operazioni belliche sul fronte greco. L'8 gennaio 1941 sulla cima del Topojanit, in un combattimento corpo a corpo cade a terra gravemente ferito il tenente colonnello Umberto Tinivella comandante del II Battaglione alpini "Val Tagliamento" del 1º Gruppo Valle, mentre lui rimase gravemente ferito alle gambe ed alla testa durante i combattimenti del 9 gennaio. Portato in salvo nelle immediate retrovie, percorrendo sentieri quasi impraticabili, dove si affondava nel fango fino al ginocchio, con una barella di fortuna formata da teli da tenda e paletti di ornello fu poi accompagnato quasi morente presso l'ospedale di Berat. Trasferito successivamente presso l'ospedale militare del Celio a Roma qui si spense il 16 marzo.

### Omaggi
Il comune di Savignano sul Panaro gli ha dedicato una via, e gli e stata intitolata la Caserma militare delle Piane di Mocogno (Lama Mocogno) (MO), base logistica e di addestramento dell'Esercito Italiano usata anche per l'Accademia Militare di Modena.

### Annotazioni
1. ↑  Composta di un comandante, direttore e consegnatario materiali e di fureria, viene anche utilizzata per luogo di ricezione di dipendenti dell'esercito essendo vicino ad impianti sciistici. La caserma era di proprietà del Duca di Modena nel periodo estivo, poi divenne del Regio Demanio Militare, divenendo una base militare negli anni trenta del XX secolo per particolari esercitazioni essendo vicino al ex aeroporto militare della Regia Aeronautica "Giulio Paolucci" di Pavullo nel Frignano, realizzato per volere di Italo Balbo.

### Fonti
1. ↑  Gruppo Medaglie d'Oro al Valore Militare 1965, p. 534.
2. ↑  Combattenti Liberazione.
3. 1 2 3 4 5 6 7  Bianchi, Cattaneo 2011, p. 231.
4. 1 2 3 4 5 6  Segreti della storia.
5. 1 2  Curiel 2010, p. 6.
6. ↑   Medaglia d'oro al valor militare Tavoni Gaetano, su quirinale.it, Quirinale. URL consultato il 30-6-2009.
7. ↑  Registrato alla Corte dei conti il 9 settembre 1941, guerra, registro 29, foglio 121.